# Parafia Męczeństwa św. Jana Chrzciciela w Orzeszu
Parafia Męczeństwa św. Jana Chrzciciela – rzymskokatolicka parafia znajdująca się w Orzeszu, w dzielnicy Zawiść. Parafia należy do dekanatu Orzesze i archidiecezji katowickiej.

## Historia
Mieszkańcy Zawiści należeli pierwotnie do parafii Woszczyce, od 1931 r. do parafii w Orzeszu. O utworzenie parafii starano się już w latach 50. i 60. XX w. Na początku 1981 r. zakupiono barak, który po adaptacji do potrzeb duszpasterskich poświęcono 30 sierpnia 1981 r. Parafię erygowano 29 sierpnia 1982 r. W 1987 r. założono cmentarz parafialny. W latach 1994–1997 wzniesiono dzwonnicę. Nowy kościół został poświęcony przez arcybiskupa Damiana Zimonia 30 września 2009 r.

## Proboszczowie
- ks. Jan Grzegorzek (1982–2000)
- ks. Edward Kopka (od 2000)

## Grupy parafialne
Caritas, Apostolstwo Dobrej Śmierci, Rodzina Różańcowa, Akcja Katolicka, Dzieci Maryi, ministranci.